# Heike Bußmann
Heike Bußmann (* 19. Oktober 1972 In Herten) ist eine deutsche Juristin und seit 2015 Richterin am Bundesgerichtshof.

## Leben
Bußmann studierte Jura an der Universität Frankfurt am Main. Für ihre Dissertation Das Verfassungsrecht der elektronischen Medien in Deutschland und den USA – Technologische und rechtliche Entwicklungen vom Rundfunk bis zum Internet erhielt sie im Jahr 2000 den erstmals vergebenen Gottfried Michelmann-Preis für Medienrecht. Ihre juristische Laufbahn begann Bußmann 2001 als Proberichterin am Landgericht Limburg, 2004 wurde sie zur Richterin am Landgericht ernannt. Von 2006 bis 2009 war sie als wissenschaftliche Mitarbeiterin an das Bundesverfassungsgericht abgeordnet. Es schloss sich eine Abordnung bis 2013 als Referatsleiterin im Hessischen Ministerium der Justiz, für Integration und Europa an. 2011 wurde sie zur (abgeordneten) Richterin am Oberlandesgericht befördert. Von 2013 bis 2015 war sie als Richterin am Oberlandesgericht Frankfurt am Main spruchrichterlich tätig.
Am 2. Oktober 2015 wurde sie zur Richterin am Bundesgerichtshof ernannt. Das Präsidium des Bundesgerichtshofs wies sie dem IV. Zivilsenat zu, der sich vornehmlich mit dem Erbrecht sowie dem Versicherungsvertragsrecht beschäftigt.

## Schriften
- Das Verfassungsrecht der elektronischen Medien in Deutschland und den USA – Technologische und rechtliche Entwicklungen vom Rundfunk bis zum Internet, Shaker, Aachen, 2000 ISBN 978-3-8265-5908-2